# Ouirgane
Ouirgane (en àrab ويركان, Wirgān; en amazic ⵡⵉⵔⴳⴰⵏ) és una comuna rural de la província d'Al Haouz, a la regió de Marràqueix-Safi, al Marroc. Segons el cens de 2014 tenia una població total de 7.727 persones.